# 拱
1. 拱頂石
2. 拱石（英语：Voussoir）
3. 拱背線
4. 拱脚（英语：Impost (architecture）
5. 拱腹線
6. 拱高
7. 凈跨距
8. 拱臺（英语：Abutment）

磚砌拱

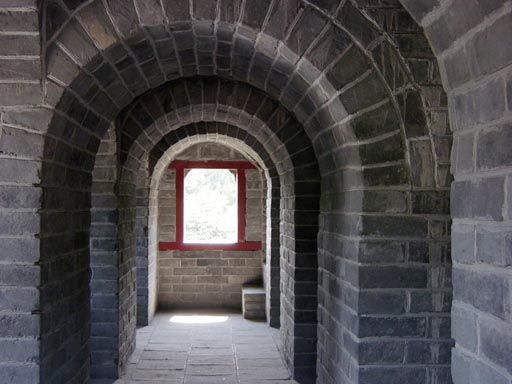
萬里長城上的拱門

拱為常見建築结构之一，型態定義為中央上半成圓弧曲線。拱早期經常運用於跨逕大的橋樑或門首。又可分為箱形拱、圆弧拱、雙曲拱、肋拱、桁架拱、剛架拱等。近年來，各國於諸如拱橋的設計上，除了講究安全實用外，也強調拱軸線優化，連拱計算、拱式建築荷載橫向分佈，使各種形式拱式建築於完善。
拱最早是出現在公元前二千年的美索不达米亚的磚建築，不過一直到古羅馬時期才開始有系統的將拱應用在許多建築結構中。

## 基本概念
拱屬於純壓力結構，可以在有大跨度的情形下，將受力轉換為各元件的壓應力，而不會有張應力。有時會稱為「拱圈作用」（arch action）。當拱結構的受力帶到地面時．拱結構會對基地施下一往外的力，稱為「拱推力」。當拱的高度下降時，其往外的拱推力也會變大。為了維持拱圈作用，避免拱結構倒塌，需要抑制往外的拱推力，可能是利用內部的拉桿或是外部的支撐，例如拱臺。

### 固定拱以及鉸接拱
最常見的幾種真拱為固定拱、兩鉸拱（two-hinged arch）及三鉸拱（three-hinged arch）。
固定拱最常用在跨度較小的鋼筋混凝土橋以及隧道。固定拱需承受內部結構因為溫度變化產生的热胀冷缩，因此是靜不定結構。
兩鉸拱（two-hinged arch）最常用在大跨度的橋。這種拱在其拱的底座是由鉸支承固定旳，和固定拱的底座不同，鉸支承可以旋轉，讓結構可以形變，以配合因為室外溫度變化產生的热胀冷缩。不過仍然會有額外的應力，因此兩鉸拱仍然是靜不定拱，不過情形比固定拱要好很多。
三鉸拱（three-hinged arch）不止在底座有鉸支承固定，在其頂點也有有鉸支承固定。因此可以在水平及垂直的方向變形，以配合因為室外溫度變化產生的热胀冷缩。這種拱沒有因為热胀冷缩產生的應力，因此是靜定結構。三鉸拱最常用在中等跨距的拱，例如大型建築的屋頂。三鉸拱的另一個好處是鉸支承底座比固定式底座好施工，可以在中等長度範圍內使用淺的，軸承型基礎。在三鉸拱中，拱的熱热胀冷缩會讓頂點有垂直方向的位移，但二個底座不會有太大的影響，這可以簡化底座的設計。

### 類型
拱主要可以分為三拱：圓拱、尖拱以及拋物線拱。拱也可以用在拱頂及拱廊上。
圓拱也稱為半圓拱，常用在用重砌體建造的古代拱門。古羅馬建築大量的使用圓拱，而且有很大的跨距。會用許多圓拱接續排列，以形成拱廊，例如古羅馬水道。
尖拱常出現在哥特式建筑中。尖拱相較於圓拱的好處，是尖拱在拱底部產生的橫向推力較小。這可以讓拱的高度提高，也可以有較多安排較密集出入口，這也是哥特式建筑的特點。
拋物線拱的原理是讓質量平均分佈在拱對地面的投影面上，其內部的壓力會使拱出現拋物線的外形。在主要的拱造形中，拋物線拱產生的橫向推力最大，但其跨距也是最大的。拋物線拱常用在需要大跨距的橋樑中。

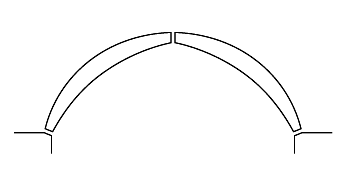
三角拱（Triangular arch）
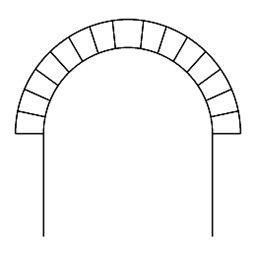
圓拱或半圓拱
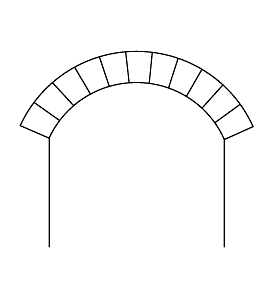
平圓拱（Segmental arch），拱的弧面小於半圓
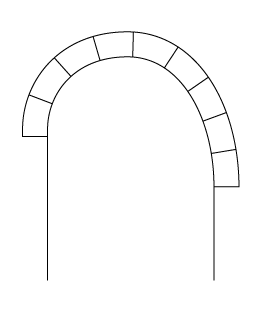
不等長圆拱
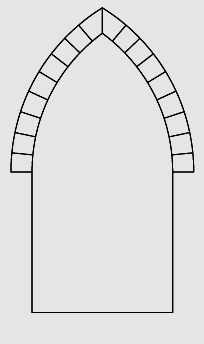
尖頂拱（銳尖拱）
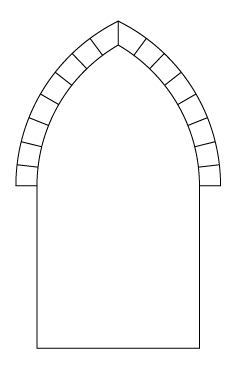
等角拱
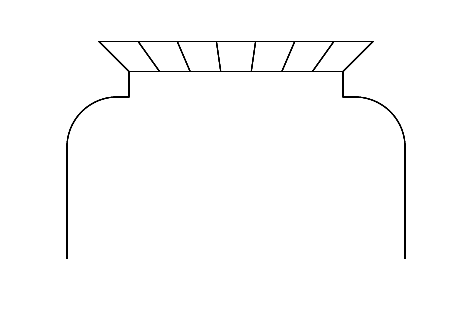
肩平拱（Shouldered flat arch），參見平拱（英语：Jack arch）
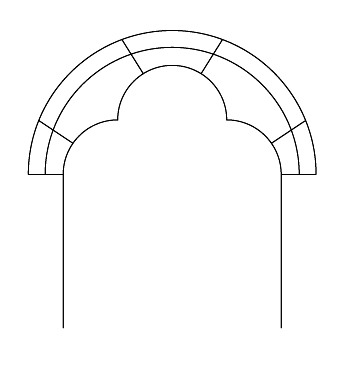
三心花瓣拱（英语：Trefoil arch）
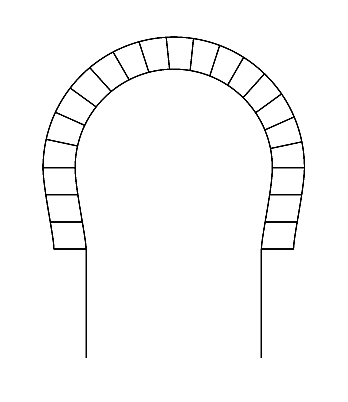
馬蹄形拱（英语：Horseshoe arch）
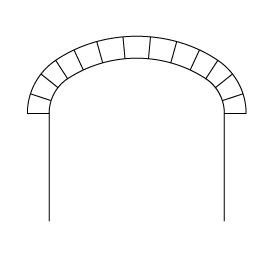
三心拱（Three-centered arch）
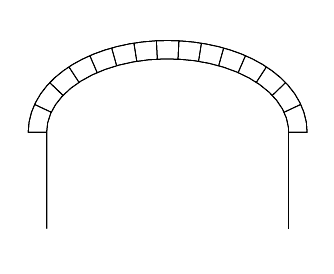
橢圓拱
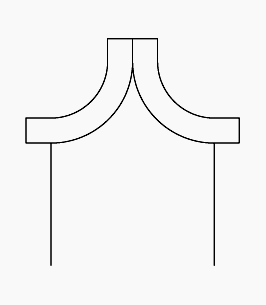
Inflexed arch
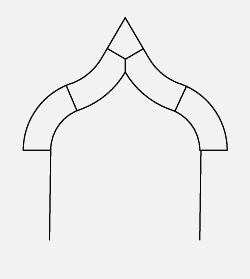
蔥形拱（英语：Ogee）
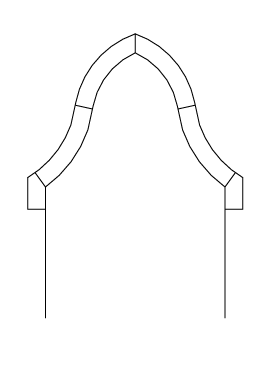
反蔥形拱（英语：Ogee）
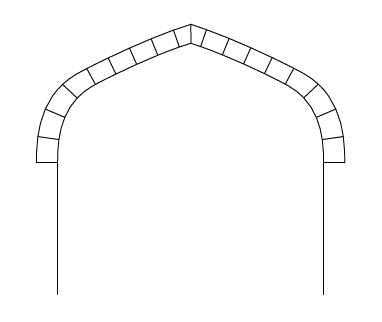
都鐸式拱（英语：Four-centred arch）
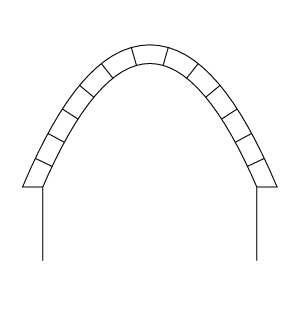
拋物線拱

## 結構

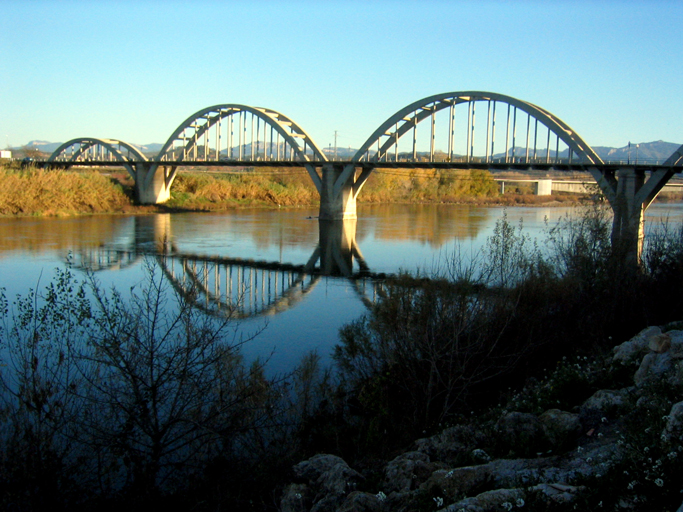
加泰罗尼亚埃布罗河畔莫拉橋上的多拱拋物線拱橋

理論上，拱可以將所有結構荷重分解成壓應力而減少消除結構內的拉應力。因此一些可以有效抵抗壓力，但不能抵抗強大拉力、剪應力和扭力的材料，如石材和混凝土，用拱結構可以跨越很長的長度。不過拱承受拉應力的能力不強。
拱是因為所有的重量才能可以維持其結構，因此在施工時會出現問題。有一種解決方式是在拱下方架一個框架（以往會是木頭的材質），框架的形狀完全和拱下方的曲線一致，這稱為拱模。分塊拱會放在拱模上，直到整個拱完成，可以支持自身的重量後，才會移除拱模。興建拱時，有時會需要鷹架，可以合併使用來支撐拱的重量。若拱的設計有問題或是施工不當，在移除拱模時，拱可能會倒塌。像在1940年代，蘇格蘭達爾馬里的A85公路在第一次移除拱模時就倒了。拱的內側曲線及下方曲線稱為拱腹線（intrados）。
舊的拱因為拱頂石的老化，有時需要再補強，這稱為bald arch。

## 其他種類的拱
盲拱是指一個拱的內部已被填滿，因此沒有門、窗或通道的功能。

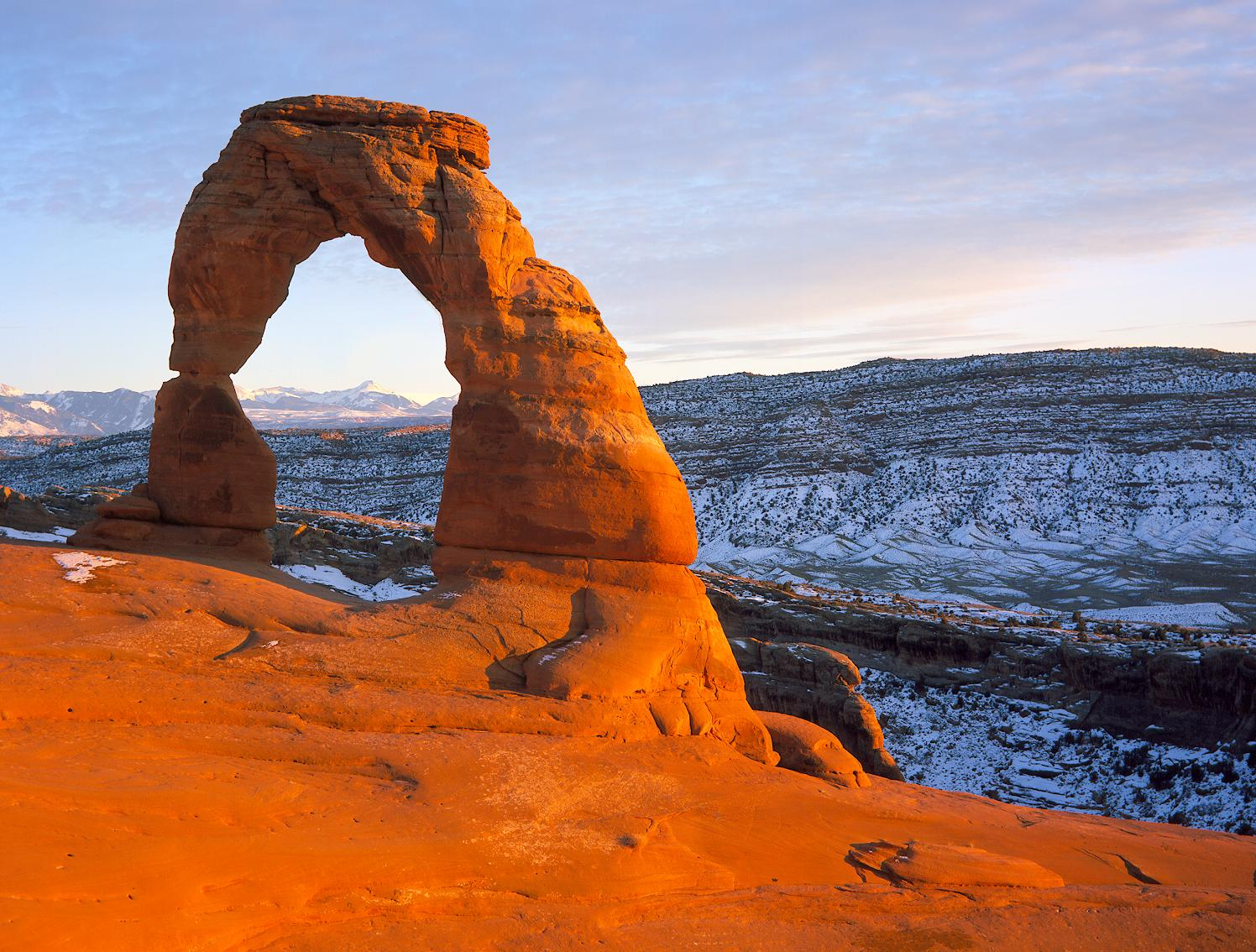
猶他州拱門國家公園的精緻拱門，是一座天然形成的拱門

自然界石頭也可能形成拱的形狀。天然拱是指因侵蚀作用形成的拱，不是用人工挖掘或建築而成，像美國猶他州的拱門國家公園中就有許多天然拱。
有一種特殊的拱稱為凱旋門，其建造目的是在慶祝戰爭的勝利，例如法國巴黎的巴黎凯旋门即為一例。